# SMA SR305

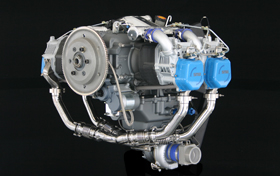
SMA 305-230

SMA SR305 ist die Bezeichnung eines Flugmotors des französischen Herstellers Société de Motorisations Aéronautiques.  Es handelt sich um einen 4-Zylinder-4-Takt-Diesel-Motor in Boxeranordnung mit Turboaufladung und Ladeluftkühlung. Der Motor ist luft-/ölgekühlt. Der Hubraum beträgt 4998 cm². Die Verstellluftschraube wird direkt ohne Untersetzungsgetriebe angetrieben. Die Triebwerksregelung erfolgt durch ein FADEC.
Der Erstflug des Triebwerkes erfolgte im März 1998 in einer Socata TB 20. Der Öffentlichkeit wurde der SMA 305 im Juni 1999 auf der Pariser Luftfahrtausstellung erstmals vorgestellt.
Der Motor ist seit Juli 2001 durch die DGAC musterzugelassen, die FAA-Zulassung erfolgte im Juli 2002. Der Motor wird mit Jet A1 betrieben und hat eine Dauerleistung von 169 kW bei 2200 min-1. Eine Cessna 182 wurde mit dem Triebwerk ausgerüstet. Für die Verwendung des Motors in diesem Flugzeug liegt auch eine Musterzulassung vor und es ist ein Umbausatz erhältlich. Die Überholungszeit Mean Time Between Overhaul liegt bei 2000 h.
Zwischen dem 17. und dem 25. Juli 2006 erregte eine mit dem SMA SR305-230 ausgerüstete Cessna 182 (Kennzeichen: F-GJET) internationales Aufsehen, als das Flugzeug in neun Etappen von Le Bourget nach Oshkosh geflogen wurde.
Trotz der Werbe- und Marketinganstrengungen konnten bis  Juni 2005 weltweit erst etwa 30 Aggregate verkauft werden. 